# Успение Богородично (Панагия)
Вижте пояснителната страница за други значения на Успение Богородично.
„Успение Богородично“ или „Света Богородица“ (на гръцки: Ιερός Ναός Κοιμήσεως της Θεοτόκου, Παναγίας) е възрожденска православна църква, енорийски храм на едноименното село Панагия на остров Тасос, Егейска Македония, Гърция, част от Филипийската, Неаполска и Тасоска епархия на Вселенската патриаршия.

## История
Църквата е разположена на доминиращо място в западната част на селото и е гробищен храм. Има голям двор с каменна ограда. Построена е през 1831 година на мястото на стар по-малък храм. Старият храм вероятно е от 1758 година – дата отбелязана на патронната икона на Успение Богородично. От този по-стар храм са и сребърните свещници от 1807 и няколко книги от XVIII век.
На пропилеите на входа на двора, които изглежда са съвременник на църквата, има два датирани надписи. Първият е с три кръста един под друг и датира храма:
| „ | + 1831 ΑΠ(ΡΙΛΙΟΥ) 2 ΧΑΤΖΙΚΟΥSTΑΝΤΙS + σουτίριs ΑΥΓΟΥ SΤΙ + ο ΑΥΓΕΡΙΚΌS ∆ΙΜΙΤΡΙ ΚΤΙΤΟ(ΡΕΣ) ΚΕ λΙΠΙ ΧΡΙΣΙΑΝΊ | “ |

Храмът от 1831 година е дело от майстори от Костур и е платен с пари на местните жители Сотириос Августис, Авгеринос Димитрис и Хаджи Константинос, чийто гроб е в двора на църквата. Хаджи Константин е кмет на Панагия, а в 1839 или 1840 година става управител на цял Тасос до смъртта си в 1851 г. и прехвърля столицата от Теологос в Панагия. Според местните легенди, тъй като парите не стигат се налага строежът да бъде подпомогнат от най-стабилния по това време финансово светогорски манастир – Ватопед.
В годините 1863 – 1864 г. църквата е обновена, което се споменава от Еманюел Милер, който пише, че по време на посещението му в селото, храмът е бил в ремонт.
Вторият надпис гласи: „KOMISIS MARY 1870-1897“ и вероятно датира изграждането на останалата част от двора.
В двора е погреба и последният управител на Тасос Димитриос Хадзиконстантинидис. На надгробната му плоча вече се чете само 1879. Според Апостолос Вакалопулос на нея пишело, че е роден в 1824 г., служил вярно и добросъвестно на страната си Тасос и починал на 24 октомври 1879 г. от скоротечен инсулт.
Четвърти надпис датира камбанарията:
| „ | ΟΜΟΓΕΝΗΣ ΚΑΤΟΙΚΟΣ ΗΠΑ ΣΩΤΗΡΙΟΣ ΕΛΛΗΝΑΣ ΜΕΓΑΣ ΕΥΕΡΓΕΤΗΣ 1962 | “ |

В 1962 година освен строежа на камбанарията е обновен и храмът – покривните плочи са сменени с керемиди, иконостасът е боядисан.

## Архитектура
Според традицията е построена от костурски майстори и наистина в архитектурно отношение наподобява костурските църкви – трикорабна базилика с купол на осмоъгълен барабан, висока 18 m. Конхата на апсидата също е осмоъгълна. Дължината на храма е 27,35 m, ширината – 18,45 m, а височината на стените достига 7,40 m и той е най-големият на острова. В симетрията на северната и южната ос и във вътрешната украса има силни неокласически влияния. Изградена е от мраморни плочи от околността и архитектурни останки от руините на антични храмове на острова. Вляво и вдясно от нартекса има два параклиса – този на север е посветен на свети Харалампий, а този на юг на света Ирина Хрисовалантска. Входовете са 5, като главният е от запад с пет стъпала, а освен него има по два от юг и от север. Осветена е от митрополит Антим.

## Вътрешност
Наосът има вътрешни размери от 24,30 m х 15,45 m и максимална височина 10,74 m. Под женската църква височина е 3,35 m, а височината на купола е 17,80 m. Седем двойки колони с диаметър 0,60 m разделят трите кораба, които от север на юг са широки 3,80, 6,50 и 3,80 m. Колоните са коринтски и оформят полукръгли арки, украсени с неокласически елементи, флорални мотиви и образи на светци. Куполът е осмоъгълен отвън на квадратен барабан. Има осем прозореца и в центъра му е изписан Христос Вседържител. Стените не са изписани. Осветлението става с четири южни, пет западни и пет северни прозореца.
Високият иконостас на храма е резбован богато и издържан в неокласически стил. Завършен през 1881 година и е дело на майстори от Волос. Срещу централния кораб има фронтон с окото на Бог. Вдясната част има надпис „Χειρ Αποστόλου Α. Αθανασοπούλου εκ Βόλου εξ Αγίου Γεωργίου 24 Αυγούστου 1881“ (От ръката на Аностолос А. Атанасопулос от Волос от Агиос Георгиос 24 август 1881). В долната зона панелите са с флорални мотиви. Над нея са царските икони – от ляво надясно са: в северния кораб „Свети Георги“ (Δαπάνη Γεωργίου Δ. Δημητριάδου), на олтарната врата „Архангел Михаил“ (Αφιέρωμα / Αρετής πρεσβυτέρας / Κων. Παπαραξή Διά χειρός Ιωάννου Πιστικού 1968), „Свети Николай“ (ΔΑΠΑΝΗ ΤΟΥ ΕΝ ΞΑΝΘΗ ΔΙΑΜΕΝΟΝΤΟΣ ΑΥΓΟΥΣΤΟΥ ΣΤΑΥΡΟΠΟΥΛΟΥ ΘΑΣΙΟΥ – Ιωάννη Ζωγράφου Θασίου), в централния кораб „Въведение Богородично“ (ΔΑΠΑΝΗ ΓΕΩΡΓΙΟΥ ΣΠΑΝΟΥ), „Света Богородица“, царските двери (ΔΑΠΑΝΗ ΤΟΥ ΕΝ ΞΑΝΘΗ ΔΙΑΜΕΝΟΝΤΟΣ ΑΥΓΟΥΣΤΟΥ ΣΤΑΥΡΟΠΟΥΛΟΥ ΘΑΣΙΟΥ), „Исус Христос“, „Свети Йоан Предтеча“ (∆ΑΠΑΝΗ ΙΩΑΝΝΟΥ Μ. ΟΙΚΟΝΟΜΟΥ, χειρ Ιωάννου Ζωγράφου), в южния кораб „Преображение Господне“, „Св. св. Константин и Елена“, Архангел Гавриил на олтарната врата (Αφιέρωμα Κυριών και Δεσποινίδων – δια χειρός Ιωάννη Πιστικού 1968), „Свети Димитър“ (Δαπάνη Γεωργίου Δ. Δημητριάδου). Над централния кораб е изобразена Тайната вечеря с флорални мотиви, а над страничните има малки икони. Иконостасът е бил изписан в ярки цветове, но днес е едноцветен.
В храма има икона на Света Богородица Всевиждаща от 1814 година, както и червено-бяла хоругва, донесена от бежанци от Константинопол, за която се смята, че е от времето на Кръстоносните походи. Запазена е и част от стар иконостас. Иконата на Богородица със сребърен обков има надпис „1758 27 Αυγούστου“. Пред царските двери има два сребърни свещника, датирани 1807 г. В храма се пазят и много стари книги и ръкописи.
Подът е покрит с правоъгълни мраморни плочи, като под него са вградени празни буркани за по-добри акустика.
Площта на светилището е две стъпки издигнато и има ширина от 3,00 m. Централната апсида е полукръгла, като има и други две полукръгли ниши вляво и вдясно. Олтарът е осветен от по един прозорец на страничните стени и три в апсидата.
Женската църква е с размери 6,00 m x 15,45 m и височина от 3,45 m и има вълнообразен бароков парапет с дървени ленти и флорални мотиви. В горната част има ниски решетки. Осветена е от осем засводени прозореца и три тавански прозореца. Подът е дървен. Покривът е двускатен със скосявания от източната и западната страна.